# Joan Martí Alanís
Joan Martí Alanís (* 29. November 1928 in El Milà in der Comarca Alt Camp, Katalonien, Spanien; † 11. Oktober 2009 in Barcelona) war ein spanischer Geistlicher, Bischof von Urgell und damit gleichzeitig Kofürst von Andorra. 

## Leben
Joan Martí Alanís empfing am 17. Juni 1951 die Priesterweihe im Erzbistum Tarragona. Er studierte neben Philosophie und Katholischer Theologie, Französisch und Englisch sowie Kunst und klassische Literatur.
Am 25. November 1970 ernannte ihn Papst Paul VI. zum Bischof von Urgell. Am 31. Januar 1971 spendete ihm Luigi Dadaglio, Apostolischer Nuntius in Spanien und späterer Kardinal, die Bischofsweihe; Mitkonsekratoren waren der Erzbischof von Toledo und spätere Kardinal, Marcelo González Martín, und der Erzbischof von Tarragona, José Pont y Gol. 2001 wurde ihm durch Papst Johannes Paul II. der persönliche Titel eines Erzbischofs zuerkannt.
In seiner Funktion als Kofürst von Andorra war er wesentlich beteiligt an der Einrichtung eines modernen Rechtsstaates in Andorra. Er hatte in der Spanischen Bischofskonferenz (CEE) den Vorsitz der Bischöflichen Kommission für Migration (1984–1987) und der Bischöflichen Kommission für Sozialmedien (1987–1993) inne. Er war zudem von 1978 bis 1984 Mitglied des Executive Committee sowie später Mitglied der Bischöflichen Kommission für die Missionen. Zwischen 1989 und 1999 gehörte er dem Päpstlichen Rat für die Sozialen Kommunikationsmittel an. 1989 wurde er mit dem Großkreuz des Ordens de Isabel la Católica ausgezeichnet.
Seinem Rücktrittsgesuch wurde 2003 durch Papst Johannes Paul II. stattgegeben.